# Breach (jeu vidéo, 1987)
Pour les articles homonymes, voir Breach.
Breach est un jeu vidéo de tactique au tour par tour conçu par Tom Carbone et Bill Leslie et publié par Omnitrend Software en 1987 sur Amiga, Atari ST, IBM PC et Macintosh. Il est le premier volet d’une série de trois jeux développés par Omnitrend Software et est suivi de Breach 2 (1991) et Breach 3 (1995). Le jeu se déroule dans un univers de science-fiction qui reprend en partie la trame de Universe (1983), des mêmes développeurs. Le joueur y commande une escouade de space marines  lors de missions qui les opposent à des extra-terrestres. Le jeu propose sept scénarios prédéfinis ainsi qu’un éditeur de scénario qui permet de créer de nouvelles missions ou de modifier celles existantes. Il se joue à la souris, par l’intermédiaire d’une interface en pointer-et-cliquer. L’écran de jeu est divisé en trois parties : la majeure partie est dédiée à l’affichage du champ de bataille que le joueur visualise en vue de dessus. À droite se trouve la barre de statut du soldat sélectionné, qui précise ses principales statistiques comme ses états de fatigue et de santé et la quantité de munition dont il dispose. En bas de l’écran se trouvent enfin les icônes qui permettent d’ordonner au soldat sélectionné de réaliser différentes actions, comme ramasser ou utiliser un objet, ouvrir une porte ou tirer.

## Système de jeu
Breach est un jeu de tactique au tour par tour qui combine des éléments de wargame, de jeu d'aventure et de jeu de rôle. Le joueur y commande une escouade de soldats lors de missions qui les opposent à des extraterrestres. Le jeu propose sept scénarios prédéfinis ainsi qu’un éditeur de scénario qui permet de créer de nouvelles missions ou de modifier celles existantes. Des scénarios additionnels ont de plus été publiés par Omnitrend Software, notamment dans l’extension The Serayachi Campaign.
A chaque soldat d’une escouade est associée une des cinq classes de personnage du jeu. Les marauders sont les combattants de base, qui forment généralement l’essentiel d’une escouade. Les scouts sont plus mobiles et dispose généralement d’une meilleur capacité de détection, ce qui en fait d’excellents éclaireurs ou messagers.  Les psionic talent sont relativement faibles mais sont capables d’assommer un ennemi, ce qui l'immobilise pendant un tour. Les infiltrators n’ont pas non plus vocation à combattre mais plutôt à s’infiltrer dans la base ennemie afin de pirater ses ordinateurs. Enfin, le squad leader peut assumer une large variété de rôles et a la particularité de s’améliorer au fur et à mesure des missions. Les ennemis rencontrés lors des missions sont également associés à des classes, incluant notamment des animaux, des extraterrestres, des marines, des robots de combat et des mitrailleuses automatiques.
Les différentes classes de soldats, ou d’ennemis, sont caractérisées par leurs points de mouvement, leur puissance de feu, leur niveau de protection et leur encombrement. Les points de mouvements déterminent la distance que peut parcourir un soldat par tour, et peut varier dans un intervalle d’un tour à l’autre. La puissance de feu et le niveau de protection sont donnés en pourcentage. Ainsi, si un soldat disposant d’une puissance de feu de 50 % tire sur un ennemi avec un niveau de protection de 30 %, celui-ci perd alors 20 % de ses points de vie. Enfin, l’encombrement détermine la capacité des soldats à transporter des objets. Chaque équipement est en effet caractérisé par son poids et un soldat suréquipé voit sa capacité de mouvement réduite. Les soldats sont de plus caractérisés individuellement par leur précision de tir et leur capacité de détection et de piratage, également données en pourcentage. La capacité de détection permet à un personnage d’utiliser un détecteur, qui permet de repérer les ennemis se trouvant dans une large zone autour de lui. La capacité de piratage permet de pirater des ordinateurs ou des terminaux ennemis, ce qui peut révéler le plan d’un niveau tout entier.
Lors de chaque scénario, l’escouade du joueur se voit dotée d’une combinaison d’objets destinés à l’aider à réussir sa mission. Des équipements supplémentaires peuvent de plus être récupérés dans le camp ennemi. Parmi les objets disponibles dans le jeu, se trouvent notamment les armes, les boucliers, les explosifs, les grenades, les munitions, des kits médicaux, des stimulants et une ceinture anti-gravité, qui permet à un personnage de sauter par-dessus un obstacle infranchissable.
Le jeu se joue à la souris, par l’intermédiaire d’une interface en pointer-et-cliquer. L’écran de jeu est divisé en trois parties. La majeure partie de celui-ci est dédiée à l’affichage du champ de bataille, que le joueur visualise en vue de dessus. La vue est centrée sur le personnage sélectionné par le joueur, qui occupe une case au centre d’une grille de 9 carrés par 9. A droite de l’écran se trouve la barre de statut du soldat sélectionné, qui précise ses principales statistiques comme ses états de fatigue et de santé et la quantité de munition dont il dispose. En bas de l’écran se trouve enfin les icônes de commandement sur lesquelles le joueur peut cliquer pour ordonner au soldat sélectionné de réaliser différentes actions, comme ramasser ou utiliser un objet, ouvrir une porte ou tirer. D’autres options d’affichage sont également disponibles, dont une vue d’ensemble qui permet de visualiser une zone de 21 cases par 21 autour du personnage sélectionné. Seules les zones déjà explorées par le joueur sont alors affichées.

## Accueil
| Breach                   |      |        |
| Média                    | Pays | Notes  |
| ACE                      | RU   | 76,1 % |
| Amiga User International | RU   | 79 %   |
| Gen4                     | FR   | 77 %   |